# Modulación por desplazamiento mínimo gaussiano
La Modulación por desplazamiento mínimo gaussiano, también conocida por su  acrónimo en inglés GMSK (Gaussian minimum shift keying), es un esquema de modulación digital por desplazamiento de frecuencia de fase continua, similar a la MSK.

## Funcionamiento

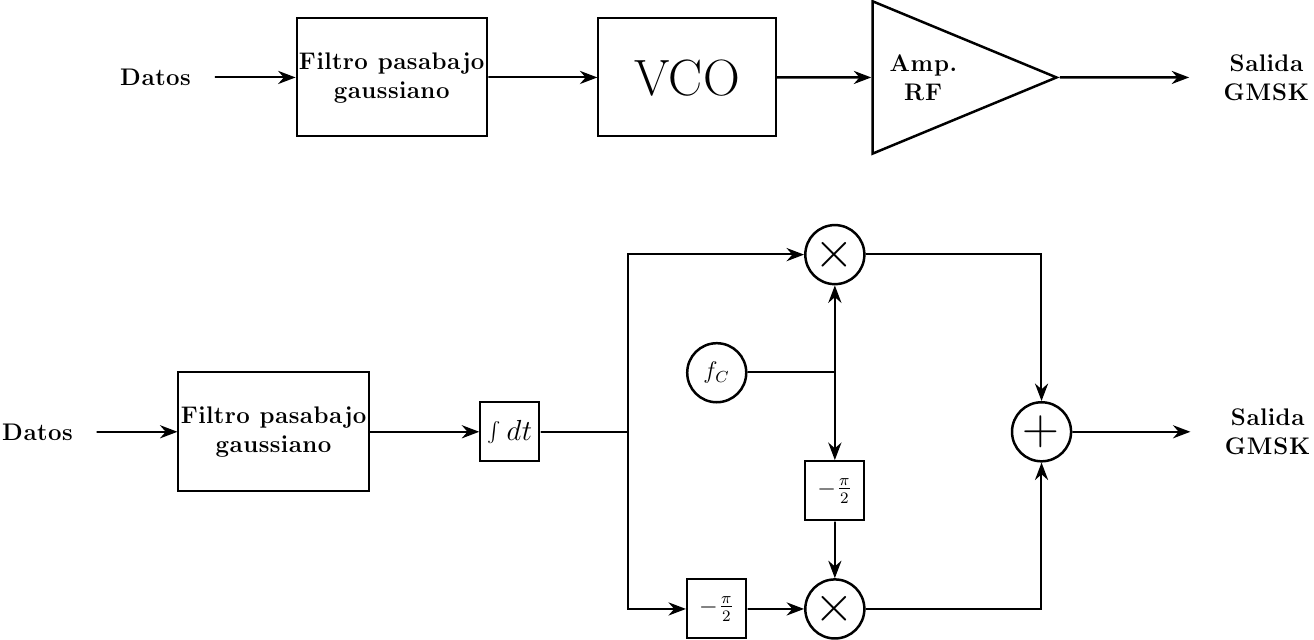
Diagrama de bloques de dos tipos diferentes de moduladores para GMSK.

Aunque es similar a la modulación por desplazamiento mínimo (MSK), su diferencia respecto a ésta es que el flujo de datos digitales atraviesa un filtro pasabajo gaussiano antes de ser aplicada al circuito modulador, lo que tiene la ventaja de "suavizar" las transiciones de fase de la señal durante la transmisión y así reducir el ancho de banda necesario, a su vez, reduce la interferencia fuera de banda entre portadoras de señal en canales de frecuencias adyacentes. Sin embargo, en general, la duración del pulso a la salida del filtro gaussiano es mayor que el tiempo de un bit lo que ocasiona interferencia entre símbolos, por lo que es más difícil diferenciar entre diferentes valores transmitidos de los datos y requiere ecualización adaptativa en el receptor puesto que no está bien definida la transición entre un bit y el siguiente. 
Tanto MSK como GMSK son esquemas de modulación de fase continua. No existen discontinuidades de fase ya que los cambios de frecuencia propios de ambas técnicas, ocurren durante el paso por el nivel cero de la señal. Esto se debe a que la diferencia de frecuencia entre los niveles de "0"y "1" de la señal resultante es siempre igual a la mitad de la velocidad de los datos.

### Modulación
Existen dos modos de generar señales mediante GMSK. Uno de ellos, consiste en una modulación por FSK que usa un circuito de VCO y el otro usa un modulador de cuadratura como los usados para QPSK y QAM. Después del filtrado pasabajo gaussiano, la señal atraviesa un integrador y, la salida es dividida en dos partes: una de ellas es aplicada a un modulador de producto para ser mezclada con la señal de portadora que tiene una frecuencia {\displaystyle \scriptstyle f_{C}}; a la otra se le aplica un desfase de π/2 radianes (90°) para ser mezclada en otro modulador de producto con la portadora mencionada, desfasada también en π/2 radianes. Las salidas de los dos moduladores son las entradas de un sumador lineal. Con este montaje alterno, es posible mantener en 0,5 (50%) el índice de modulación sin necesidad de mayores ajustes, además de que representa un menor costo para su implementación.

### Demodulación

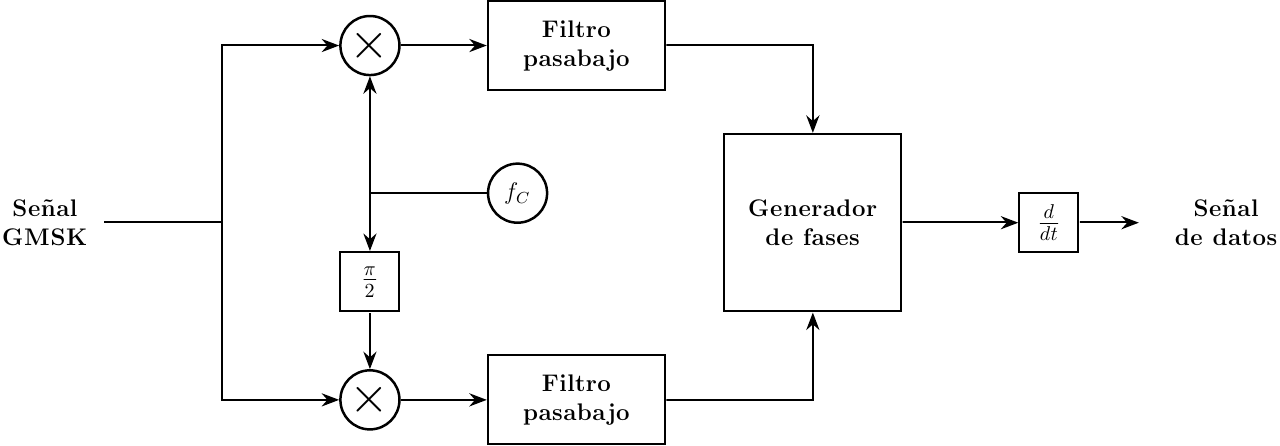
Diagrama de bloques de un demodulador típico de señales GMSK.

La demodulación hace uso de un montaje similar a los que se usan en las modulaciones digitales QAM y QPSK, aunque presenta ciertas dificultades ya que en el caso del modulador que usa el VCO, el índice de modulación oscila con la temperatura. Un demodulador típico consiste en un montaje con dos demoduladores de producto a los cuales se aplica la misma portadora ya recuperada, pero en uno de ellos se recibe la portadora desfasada en π/2 radianes (90°). Las señales a la salida, que suelen ser denominadas "I y "Q" son filtradas adecuadamente y son aplicadas a un generador de fase que reconstruye las posibles transiciones de fase, mediante esta operación:
{\displaystyle \phi =\arctan {\Bigl (}{\frac {I}{Q}}{\Bigr )}}
en la que {\displaystyle \phi } representa la fase instantánea entre las señales I y Q. Finalmente, un bloque derivador, a la salida del generador de fase, reconstruye los bits en forma bipolar o NRZ (-V y +V).

### Respuesta del filtro gaussiano
El filtro pasabajo gaussiano debe ser diseñado de modo tal que permita suaves transiciones de fase en la señal de salida del modulador y así acorte el ancho de banda necesario. La respuesta temporal del filtro ante un impulso, matemáticamente viene dada por la ecuación:
{\displaystyle g(t)={1 \over 2T}{\bigg [}Q{\bigg (}2\pi B_{t}*{t-t/2 \over {\sqrt {\ln {2}}}}{\bigg )}-Q{\bigg (}2\pi B_{t}{t+t/2 \over {\sqrt {\ln {2}}}}{\bigg )}{\bigg ]}\,\forall \,0\leq B_{b}T\leq \infty }
Siendo:
{\displaystyle B_{b}}: Ancho de banda del filtro gaussiano.
{\displaystyle T}: Tiempo de bit.
{\displaystyle B_{t}}: ancho de banda normalizado.
Donde la función Q(t) es expresada como:
{\displaystyle Q(t)=\int \limits _{t}^{}{1 \over {\sqrt {2}}}\exp {\bigg (}-{x^{2} \over 2}{\bigg )}\,dx}

## Usos
La modulación GMSK tiene alta eficiencia espectral, pero necesita un nivel más alto de potencia que QPSK, por ejemplo, con el fin de transmitir fielmente la misma cantidad de datos. GMSK se utiliza en la tecnologías de transmisión por redes eléctricas PLC, en la tecnología de telefonía celular GSM y el Sistema de Identificación Automática para la navegación marítima.